# Jätten (kex)
För andra betydelser, se Jätten.
Jätten är en typ av kexkakor. Kakorna består av kexrån med creme av olika smaker mellan.
Kexen finns i smakerna choklad, citron, smultron och vanilj och kommer i påsar à 250 gram.